# پایگاه هوایی کلی

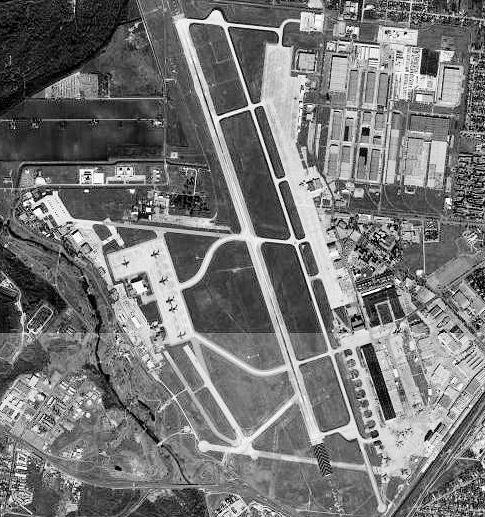

پایگاه نیروی هوایی کلی (به انگلیسی: Kelly Field Annex) واقع در سن آنتونیو در تگزاس یک فرودگاه (و سابقاً پایگاه) نیروی هوایی ایالات متحده آمریکاست.
این فرودگاه توسط پایگاه نیروی هوایی لاکلند اداره می‌گردد.